# Cariera „Cimitirul Cailor”
Cariera „Cimitirul Cailor” este un monument al naturii de tip geologic sau paleontologic în raionul Călărași, Republica Moldova. Este amplasat la nord de satul Păulești. Are o suprafață de 2 ha. Obiectul este administrat de Societatea pe Acțiuni „Păulești”.